# Zračna luka Pula
Zračna luka Pula jedna je od devet zračnih luka i četvrta najprometnija po broju putnika u Hrvatskoj .

## Povijest
Prije Drugog svjetskog rata postojala je neka vrsta aerodroma na travi. Otvorena je u vojne svrhe Jugoslavenske narodne armije u jesen 1954. i tomu je služila do 1. svibnja 1967. kada postaje i civilni aerodrom.
Osim međunarodnih letova, s pulske zračne luke omogućeni su i letovi u domaćem zračnom prometu koje održava Croatia Airlines linijom do Zračne luke „Franjo Tuđman” uz prethodno stajanje u Zračnoj luci Zadar.

## Zračne linije i odredišta
- Croatia Airlines (Amsterdam, Dubrovnik [sezonski], Zadar, Zagreb, Zürich)
- Flyglobespan (Edinburgh, Durham-Tees Valley, Glasgow)
- Germanwings (Köln/Bonn)
- Jat Airways (Beograd)[3]
- Norwegian Air Shuttle (Oslo)
- Ryanair (Birmingham, Vienna, Birmingham)
- Thomsonfly (Birmingham, London-Gatwick, London-Luton, Manchester)
- Ural Airlines (Ekaterinburg [započinje 31. svibnja; sezonski])
- XL Airways (Bristol, London Gatwick)

## Statistički podatci
Pogledajte izvor upita Wikidata i izvori.
| Godina | Putnika |
| ------ | ------- |
| 1990.  | 672.241 |
| 2000.  | 66.772  |
| 2001.  | 102.985 |
| 2002.  | 140.431 |
| 2003.  | 136.207 |
| 2004.  | 155.566 |
| 2005.  | 209.412 |
| 2006.  | 209.345 |
| 2007.  | 384.487 |
| 2008.  | 397.363 |
| 2009.  | 318.838 |
| 2010.  | 332,399 |
| 2011.  | 358.320 |
| 2012.  | 377.428 |
| 2013.  | 360.556 |
| 2014.  | 382.992 |
| 2015.  | 359.426 |
| 2016.  | 436.121 |
| 2017.  | 595.812 |
| 2018.  | 718.187 |

## Vanjske poveznice
|  | Zajednički poslužitelj ima još gradiva o temi Zračna luka Pula |

- Službene stranice Zračne luke Pula